# Jasper Packard

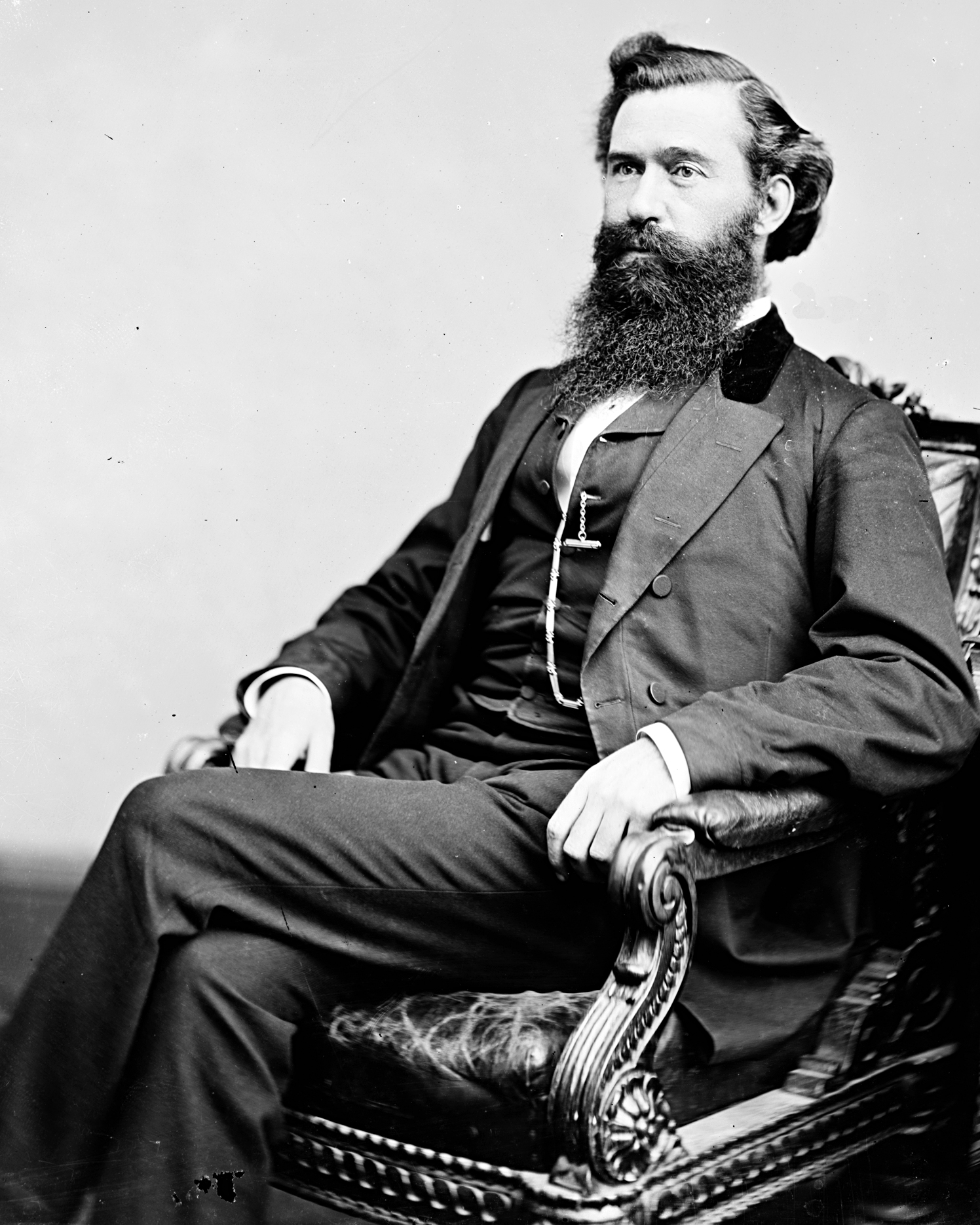
Jasper Packard

Jasper Packard (* 1. Februar 1832 in Austintown, Ohio; † 13. Dezember 1899 in Lafayette, Indiana) war ein US-amerikanischer Politiker. Zwischen 1869 und 1875 vertrat er den Bundesstaat Indiana im US-Repräsentantenhaus.

## Werdegang
Im Jahr 1835 kam Jasper Packard mit seinen Eltern nach Indiana, wo er die öffentlichen Schulen besuchte. Später studierte er bis 1855 an der University of Michigan in Ann Arbor. Anschließend arbeitete er für einige Zeit als Lehrer und ließ sich in La Porte (Indiana) nieder. Nach einem anschließenden Jurastudium und seiner 1861 erfolgten Zulassung als Rechtsanwalt begann er in diesem Beruf zu arbeiten. Während des Bürgerkrieges diente er im Heer der Union, in dem er vom einfachen Soldaten bis zum Oberst und schließlich zum Brevet-Brigadegeneral aufstieg. Packard blieb bis zum 10. April 1866 in der Armee.
Zwischen 1866 und 1869 arbeitete er als Revisor im LaPorte County. Politisch schloss sich Packard der Republikanischen Partei an. Bei den Kongresswahlen des Jahres 1868 wurde er im elften Wahlbezirk von Indiana in das US-Repräsentantenhaus in Washington, D.C. gewählt, wo er am 4. März 1869 die Nachfolge von John Shanks antrat. Nach zwei Wiederwahlen konnte er bis zum 3. März 1875 drei Legislaturperioden im Kongress absolvieren. Dort wurde im Jahr 1870 der 15. Verfassungszusatz ratifiziert. Zwischen 1873 und 1875 leitete Packard den Ausschuss zur Kontrolle der Ausgaben des Außenministeriums sowie den Ausschuss zur Behandlung privater Landansprüche.
1874 verzichtete Packard auf eine erneute Kandidatur. In den folgenden Jahren war er im Zeitungsgeschäft tätig. Zum 1. Juli 1899 wurde er zum Leiter des staatlichen Soldatenheims in Lafayette bestellt. Dieses Amt bekleidete er bis zu seinem Tod am 13. Dezember 1899.